# Südpassage
Die Südpassage ist ein Gebirgspass in den Südbergen der Fildes-Halbinsel von King George Island, der größten der Südlichen Shetlandinseln.
Im Rahmen zweier deutscher Expeditionen zur Fildes-Halbinsel in den Jahren 1981/82 und 1983/84 unter der Leitung von Dietrich Barsch (Geographisches Institut der Universität Heidelberg) und Gerhard Stäblein (Geomorphologisches Laboratorium der Freien Universität Berlin) wurde der Pass zusammen mit zahlreichen weiteren bis dahin unbenannten geographischen Objekten der Fildes-Halbinsel neu benannt und dem Wissenschaftlichen Ausschuss für Antarktisforschung (Scientific Committee on Antarctic Research, SCAR) gemeldet.
Zwischen dem Büdelberg im Norden und dem Zentrum des Gebirges im Süden verbindet der Pass das (international Saunders Valley genannte) Tal des Windbachs im Osten mit der Nordwestplattform im Westen:
Auf der Übersichtskarte auf Seite 14 des Expeditionsberichts ist der obere Bereich des Windbachtales mit Südpassage beschriftet, und
auf der Detailkarte des Windbachtals (Seite 39) ist bei dem kleinen See, der den markanten Knick im Lauf des Windbaches bildet, ein Überlauf nach Westen, in Richtung Nordwestplattform, eingezeichnet.